# Erioptera pederi
Erioptera pederi är en tvåvingeart som beskrevs av Bo Tjeder 1969. Erioptera pederi ingår i släktet Erioptera och familjen småharkrankar. Enligt den finländska rödlistan är arten sårbar i Finland. Arten är reproducerande i Sverige. Artens livsmiljö är källmiljöer. Inga underarter finns listade i Catalogue of Life.